# Supercoppa di Germania 2025
La Supercoppa di Germania 2025 (ufficialmente Franz Beckenbauer Supercup 2025) è stata la 26ª edizione della competizione, che si è disputata alla MHPArena di Stoccarda fra i padroni di casa dello Stoccarda, vincitore della DFB-Pokal 2024-2025, e il Bayern Monaco, campione di Germania in carica.
Il trofeo è stato vinto dal Bayern Monaco con il punteggio di 2-1, all'undicesimo successo nella competizione. Questa è stata la prima edizione del torneo a essere intitolata a Franz Beckenbauer, storico difensore del calcio tedesco scomparso nel 2024.

## Partecipanti
| Squadre       | Qualificazione                       | Partecipazioni precedenti (il grassetto indica la vittoria)                                               |
| ------------- | ------------------------------------ | --- |
| Stoccarda     | Vincitore della DFB-Pokal 2024-2025  | 2 (1992, 2024)                                                                                            |
| Bayern Monaco | Vincitore della Bundesliga 2024-2025 | 17 (1987, 1989, 1990, 1994, 2010, 2012, 2013, 2014, 2015, 2016, 2017, 2018, 2019, 2020, 2021, 2022, 2023) |

## Tabellino
| Arbitro: | Harm Osmers (Hannover) |

|                |           |                   |
| Leweling 90+3’ | Marcatori | 18’ Kane 77’ Díaz |

| Stoccarda | Bayern Monaco |

| P                | 1  | Fabian Bredlow         |     |     |
| D                | 4  | Josha Vagnoman         |     | 81’ |
| D                | 14 | Luca Jaquez            |     |     |
| D                | 24 | Jeff Chabot            |     | 71’ |
| D                | 7  | Maximilian Mittelstädt | 44’ |     |
| C                | 18 | Jamie Leweling         |     |     |
| C                | 16 | Atakan Karazor         |     | 81’ |
| C                | 6  | Angelo Stiller         |     | 87’ |
| C                | 10 | Chris Führich          |     | 71’ |
| A                | 26 | Deniz Undav            |     |     |
| A                | 11 | Nick Woltemade         |     |     |
| A disposizione:  |    |                        |     |     |
| P                | 21 | Stefan Drljača         |     |     |
| D                | 3  | Ramon Hendriks         |     | 71’ |
| D                | 15 | Pascal Stenzel         |     |     |
| D                | 22 | Lorenz Assignon        |     | 81’ |
| D                | 29 | Finn Jeltsch           |     |     |
| C                | 28 | Nikolas Nartey         |     | 81’ |
| C                | 30 | Chema Andrés           |     | 87’ |
| A                | 9  | Ermedin Demirović      |     | 71’ |
| A                | 45 | Lazar Jovanović        |     |     |
| Allenatore:      |    |                        |     |     |
| Sebastian Hoeneß |    |                        |     |     |

| P               | 1  | Manuel Neuer      |     |       |
| D               | 27 | Konrad Laimer     |     | 72’   |
| D               | 2  | Dayot Upamecano   | 35’ | 80’   |
| D               | 4  | Jonathan Tah      |     |       |
| D               | 44 | Josip Stanišić    |     |       |
| C               | 6  | Joshua Kimmich    |     |       |
| C               | 8  | Leon Goretzka     |     | 90+3’ |
| C               | 7  | Serge Gnabry      |     | 80’   |
| C               | 17 | Michael Olise     | 45’ | 90+3’ |
| C               | 14 | Luis Díaz         |     |       |
| A               | 9  | Harry Kane        | 57’ |       |
| A disposizione: |    |                   |     |       |
| P               | 26 | Sven Ulreich      |     |       |
| P               | 40 | Jonas Urbig       |     |       |
| D               | 3  | Kim Min-jae       |     | 80’   |
| D               | 22 | Raphaël Guerreiro |     | 80’   |
| D               | 23 | Sacha Boey        |     | 72’   |
| C               | 20 | Tom Bischof       |     | 90+3’ |
| C               | 42 | Lennart Karl      |     | 90+3’ |
| A               | 36 | Wisdom Mike       |     |       |
| A               | 41 | Jonah Kusi-Asare  |     |       |
| Allenatore:     |    |                   |     |       |
| Vincent Kompany |    |                   |     |       |

| Assistenti arbitrali: Dominik Schaal (Tubinga) Christian Gittelmann (Gauersheim) Quarto ufficiale: Tom Bauer (Magonza) VAR: Sascha Stegemann (Niederkassel) Assistente al VAR: Frederick Assmuth (Colonia) | Regole dell'incontro - due tempi regolamentari da 45 minuti ciascuno; - tiri di rigore in caso di parità; inizialmente cinque per squadra, e a oltranza fino a spareggio in caso di ulteriore parità; - numero massimo di 20 giocatori per squadra a referto (11 in campo e 9 come potenziali sostituti); - cinque sostituzioni permesse. |